# Gairsay
Gairsay (altnordisch: Gáreksey – dt. Garek's Insel) ist eine Insel der Orkney in Schottland. 2011 lebten dort drei Personen. Sie liegt im Wide Firth, nördlich von Mainland und gehört zum Verwaltungsbezirk Rendall.
Die Insel ist etwa 3,2 km lang und 1,6 km breit und 240 ha groß. Die höchste Stelle ist 102 m hoch. Gairsay mit dem Naturhafen Millburn Bay und der fruchtbaren Ebene war stets eine der attraktiven Inseln der Orkney. Der Pier von Langskaill mit dem Langskaill House im Osten soll ein zweiter Anlegeplatz der Wikinger gewesen sein. Auf der Insel befinden sich zwei Cairns, mindestens ein Burnt Mound und Langskaill House, eine Schlossruine aus dem 17. Jahrhundert.

## Geschichte

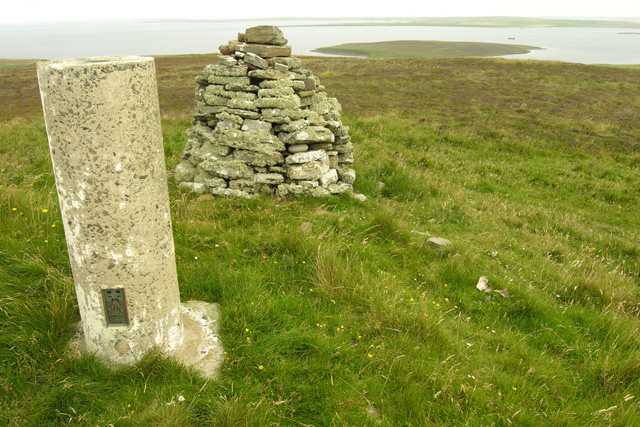
Ward of Gairsay – 102 m

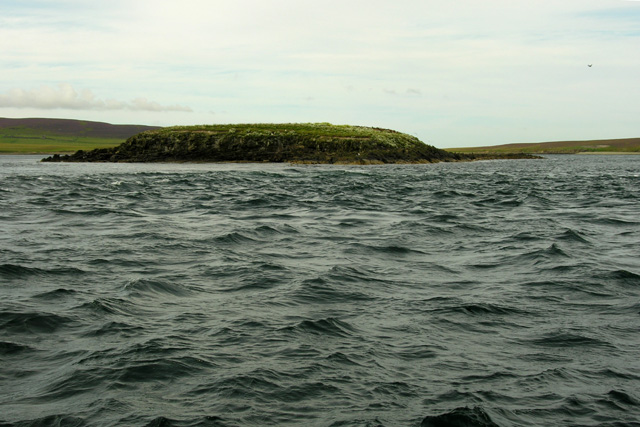
Holm of Boray

In der Wikingerzeit auf Orkney, so berichtet die Orkneyinga saga, war die Insel die Heimat von Olaf Rolfson und Sweyn Asleifsson. Er überfiel mit 80 Männern, die im übrigen Bauern waren, jedes Jahr zweimal die Küsten von England, Schottland oder Irland und soll 1171 bei dem Versuch Dublin zu erobern, gefallen sein. Der Hügel Sweyn’s Castle wurde lange als Grabhügel der Wikinger angesehen, aber Grabungen bestätigten dies nicht. Im 17. Jahrhundert errichtete Sir William Craigie (1867–1957) am Langskaill ein Herrenhaus.
Die Insel ist umgeben von vielen kleinen Inseln, Felsen und Schären, einschließlich Sweyn Holm, Holm of Rendall, Grass Holm, Holm of Boray, Taing Skerry, Boray Skerries, Skertours und Little Seal Skerry, die alle Brutplätze verschiedener Vögel sind. Im Osten liegt ein Cairn mit einer Steinkiste.

## Trivia
Zum 70. Geburtstag der Königin des Vereinigten Königreichs gab der private Postdienst eines Einwohners von Gairsay vier Briefmarken heraus. Es handelt sich jedoch hierbei um Briefmarken, welche in den gebräuchlichen Katalogen zum Thema Briefmarken und Philatelie nicht verzeichnet sind. In dem veröffentlichten POSTAL SERVICES ACT 2000 wurden die Marken zum Verkehr zwischen den Inselgruppen Mainlands zugelassen. (Zitat aus der Akte: Resident (single family) paid £6 per week to make two collections of his own mail from the mainland. Lack of transport boats ferries etc).